# Bocian białobrzuchy
Bocian białobrzuchy (Ciconia abdimii) – gatunek dużego ptaka brodzącego z rodziny bocianów (Ciconiidae), występujący w Afryce Subsaharyjskiej oraz w południowo-zachodniej części Półwyspu Arabskiego. Nie jest zagrożony.

## Systematyka
Jest to gatunek monotypowy. Epitet gatunkowy upamiętnia osmańskiego (pochodzenia albańskiego) gubernatora prowincji Dongola (obecnie Sudan): Bey El-Arnaut Abdima (1780–1827).

## Morfologia

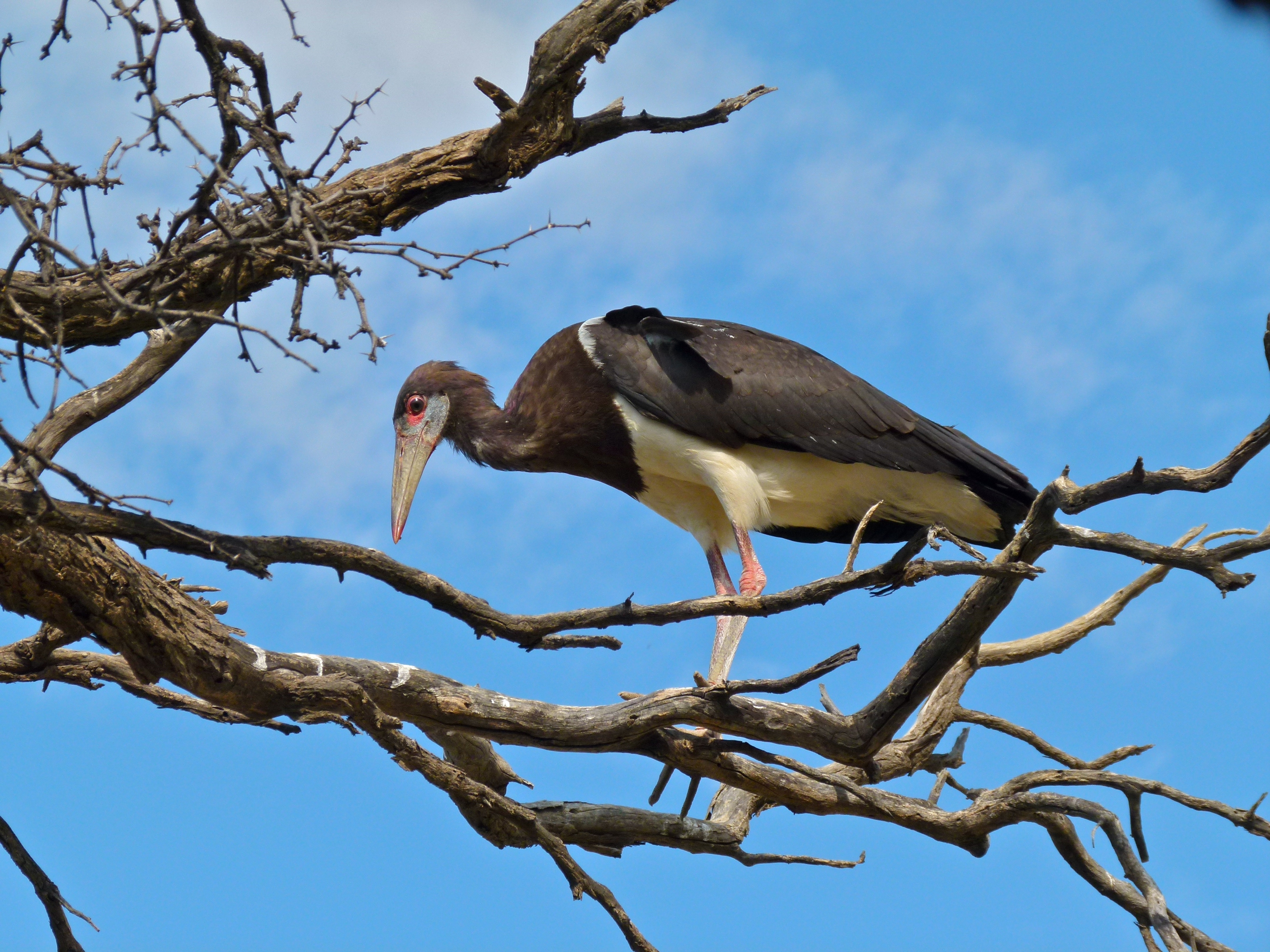
Bocian białobrzuchy sfotografowany w Transgranicznym Parku Narodowym Kgalagadi w RPA

Czarny ptak z szarymi nogami, czerwonymi kolanami i stopami, szarym dziobem i białym upierzeniem na spodzie. Charakteryzuje się też czerwoną skórą wokół oczu i niebieską przy dziobie w okresie rozrodczym. Bocian białobrzuchy to najmniejszy spośród gatunków bociana. Jest jednak proporcjonalnie dosyć dużym ptakiem. Osiąga długość ciała około 80 cm i masę ciała 900–1100 g, a rozpiętość jego skrzydeł wynosi koło 140 cm. Samica jest podobna do samca, ale nieznacznie mniejsza.

## Zasięg występowania
Bocian ten żyje na wolności w Afryce na południe od Sahary – od Senegalu do Etiopii, oraz w południowo-zachodniej części Półwyspu Arabskiego. Zimuje bardziej na południe aż po tereny Republiki Południowej Afryki.
Gatunek został raz odnotowany w Polsce w 1926 roku. Przypuszczalnie uciekł z ogrodu zoologicznego lub prywatnej hodowli. Zabito go pod Poznaniem.

## Ekologia

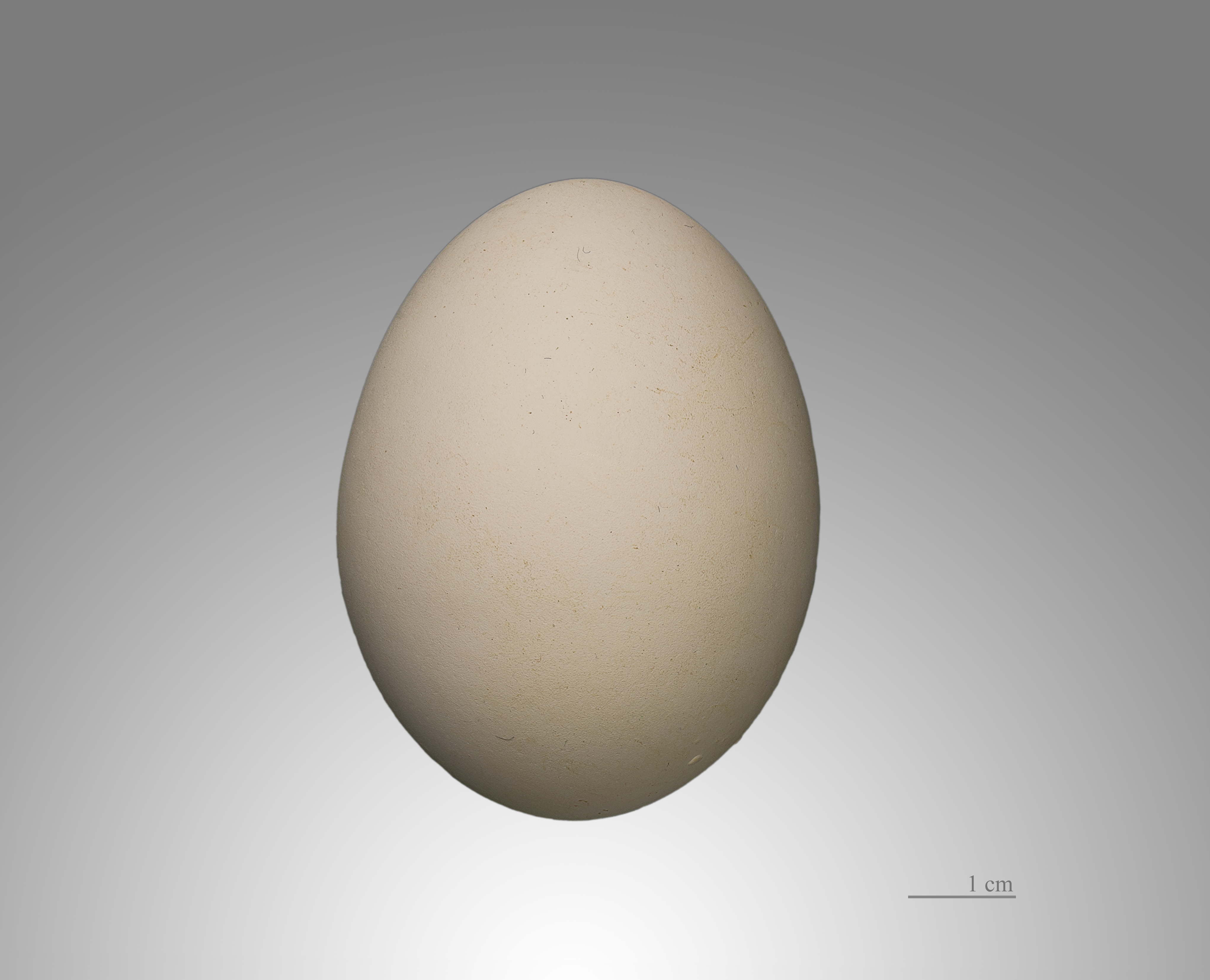
Jajo z kolekcji muzealnej

Występuje na otwartych łąkach, pastwiskach, terenach rolniczych i sawannach, często w pobliżu wody, ale także na obszarach półpustynnych. Jego migracje związane są z występowaniem pory deszczowej.
Żywi się przede wszystkim szarańczami i gąsienicami, nie gardzi innymi większymi owadami. Niekiedy zjada również myszy, żaby, jaszczurki, małe ryby, mięczaki, kraby, krocionogi, skorpiony, szczury wodne i małe ptaki.
Lęgnie się w szeroko rozrzuconych koloniach, zwykle nie przekraczających 20 par. Gniazdo buduje z patyków i roślinności na drzewach, klifach lub dachach wiejskich chat. Samica składa od dwóch do trzech jaj, czasami tylko jedno. Inkubacja w niewoli trwa około miesiąca. Młode opuszczają gniazdo po około dwóch miesiącach od wyklucia. Dojrzałość płciową osiągają w wieku 4–5 lat.

## Status
Powszechnie spotykany na terenach swego występowania. W Czerwonej księdze gatunków zagrożonych IUCN od 1988 roku klasyfikowany jest jako gatunek najmniejszej troski (LC – Least Concern). Globalny trend liczebności populacji uznawany jest za spadkowy ze względu na postępujące niszczenie siedlisk.
Bocian białobrzuchy jest chroniony i obdarzany szacunkiem przez Afrykańczyków. Uważają oni, iż ptak przynosi szczęście. Jest też dla tubylców zwiastunem deszczu. W Nigerii jednak na te ptaki się poluje, gdyż wykorzystywane są w medycynie ludowej.